# Никитская улица (Кострома)
Ники́тская у́лица — улица в Свердловском районе Костромы. Проходит от улицы Энгельса до железнодорожного вокзала Кострома-Новая (площадь Широкова) и улицы Титова.

## История
Проложена в 1798 году. Получила название от деревни Никитино.
На улице располагался ряд памятников архитектуры и истории. В доме № 11 жил известный учёный-искусствовед Некрасов, по инициативе которого в 1918 году был создан музей, собравший в себе множество книг по искусству, и одна из них называется «Кострома и Костромской край в истории Древнерусского искусства». Дом сгорел. Та же участь постигла дом № 7а, где жил известный учёный-лесовед, статистик и поэт Евгений Фёдорович Дюбюк. Сохранился дом № 13. В домах 19 и 21 раньше в 1783 году располагался дом умалишённых, в XX веке переведённый в поселок Никольское. Позже, в 2010-е годы эти дома тоже были снесены. Также на улице находится травмпункт при 1-й городской больнице, относящейся к улице Советской. На улице Ивана Сусанина в доме № 55 был военкомат (раньше землемерное училище, потом Практический землемерноустроительный институт, с 1923 года — Землемерноустроительный техникум). В доме № 10 по улице Никитской тоже сейчас располагается военный комиссариат. Далее на улице стояла баня (ныне магазин Высшая лига), располагается станция Скорой помощи (дом № 38), стояло Лазаревское кладбище, протекала Чёрная речка (была заключена в трубы в 1960-х годах), за которой находилась берёзовая роща. Также было известно, что на этом месте была построена в 1810 году церковь Божьей матери Лазаревского кладбища на Чёрной речке (или просто Богородецкая), построенная купцом Федором Матвеевичем Ознобихиным. Купец имел на Нижней Дебре полотняные мануфактуры в районе Чёрной речки. У церкви было два придела — в честь Фёдора Стратилата, божьего покровителя купца, и Лазаря Четырёхдневного. Как память о кладбище, появился Лазаревский проезд, соединяющий улицы Никитскую и Советскую, однако нумерация домов идет по улице Никитской и имеет одностороннюю застройку.
До 1938 года улица Никитская оканчивалась на перекрестке улиц Кузнецкой и 8 марта, у здания Сбербанка. А от него располагался поселок Сосновая Роща, ныне в 1938 году здесь была проложена улица, названная в 1973 году именем генерал-майора Александра Васильевича Скворцова, Героя Советского Союза, который отличился на Сталинградской и Курской битвах, члена КПСС с 1926 года, также участвовал в составе Красной Армии в обороне Царицына и штурме Перекопа. Он имел квартиру в доме № 4, о чем гласит мемориальная доска. Решением президиума горсовета 1937 года было поставлено отвести участки поля и карьера для строительства жилого сектора в конце улицы Шагова, а в 1938 году в поселке были построены 3-е Ленинградское военное училище, военные казармы, часть из которых выходит на улицу Никитскую, а неподалёку от этих казарм были построены деревянные дома для семей комсостава. В 1960-е годы поселок был разбит на 3 проезда, а в 1970-е годы часть деревянных домов была снесена и на их месте построили многоэтажные дома.
В 1950—80-е годы сама улица Никитская продолжала застраиваться за улицей 8 марта пятиэтажными и многоэтажными домами на месте, именовавшимся Железнодорожным поселком (назван был так, потому что находился рядом с железнодорожным вокзалом), возникшего во время застройки этих участков: был разбит сквер (ныне располагается парк на Никитской), построен военный госпиталь. Уже от железнодорожного вокзала в 1950-е годы были построены улицы Титова и Юрия Смирнова строительно-монтажным поездом №214. Последней присвоено название 18 сентября 1964 года в связи с 20-летием со дня смерти Героя Советского Союза Юрия Смирнова. Она заканчивалась на улице Шагова, но позже была продлена до Проспекта Мира, так как на участке между улицами Шагова и Галичской стоит торговый центр «Стометровка».
В доме № 96 по улице Никитской в бывшем ДК «Патриот» располагается Губернский симфонический оркестр под управлением Павла Герштейна и здание ЗАГСа. А когда-то в этом здании располагалось Министерство обороны. Также известно, что когда-то часть улицы принадлежала Станции Юных Натуралистов, которая в данный момент является заброшенной. Во второй части улицы стоят детсады № 21, 39 и 74. Также есть две березовые рощи — у одной стоит школа № 38 (дом № 70), а у второй располагаются два корпуса лицея № 34 (дом № 106а и 130б).
Роща является памятником природы и любимым местом отдыха для костромичей, сюда обычно приезжали на пикник. В 1930—1940-е годы в берёзовой роще располагались военные лагеря и казармы, а основанная в 1932 году станция Кострома-Новая раньше была стрельбищем и находилась за городом. Железнодорожный вокзал был тупиковым пока не построили железнодорожный мост через Волгу и путь Кострома-Галич.

## Достопримечательности
д. 17 — жилой дом  Памятник культуры

## Маршруты, следующие по улице Никитская
Автобусы: № 6 (ж/д вокзал), 7, 13, 24, 33, 42, 93 (ж\д вокзал), 88, 94, Б (100метровка)
Троллейбус: № 2 (ж/д вокзал) (троллейбусное движение в Костроме прекращено.)